# Her Smell
Her Smell (bra: Her Smell; prt: Her Smell - A Música nas Veias) é um filme de drama independente norte-americano de 2018 escrito, co-produzido e dirigido por Alex Ross Perry. Lançado em 12 de abril de 2019, é estrelado por Elisabeth Moss, Cara Delevingne, Dan Stevens, Agyness Deyn, Gayle Rankin, Ashley Benson, Dylan Gelula, Virginia Madsen e Amber Heard e segue Moss como a estrela do rock fictícia Becky Something, cuja banda teve uma breve fama, mas foi separada por ela mesma e seu comportamento destrutivo. O filme teve sua estreia mundial no Festival Internacional de Cinema de Toronto em 9 de setembro de 2018, e teve seu lançamento geral em 12 de abril de 2019, pela Gunpowder & Sky. O filme recebeu críticas positivas da crítica de cinema.

## Enredo
O filme é contado com cinco cenas distintas pontuadas por algumas imagens caseiras do início da carreira da banda, quando eles tiveram sucesso - aparecendo em capas de revistas, participando de sessões de fotos e recebendo discos de ouro.
Na primeira cena, o grupo de punk rock Something She encerra um show e a vocalista Becky Something (Elisabeth Moss) vai aos bastidores para assistir a uma breve cerimônia com seu xamã pessoal. Seu humor muda violentamente de feliz para agressivo enquanto seus companheiros de banda, ex-marido, empresário e um ex-colaborador musical tentam conduzi-la a escolhas positivas: gravar seu próximo álbum, tocar em shows futuros e encontrar estabilidade para seu filho. A cena termina quando ela vira uma esquina com o filho nas mãos e cai embriagada, vomitando em si mesma.
Na segunda vinheta, Something She está no estúdio vários meses depois, tentando sem objetivo gravar o próximo álbum da banda. A baterista Ali van der Wolff (Gayle Rankin) fica frustrada e sai, seguida pela baixista Marielle Hell (Agyness Deyn), deixando seu empresário Howard Goodman (Eric Stoltz) perturbado enquanto tenta abrir espaço para sua nova banda Akergirls gravar. Becky se recusa a sair e se intromete na sessão.
A terceira cena se passa depois que Akergirls se tornaram famosas e Becky está abrindo seu show, com Ali de volta para apoiá-la. Ela chega duas horas atrasada com uma equipe de filmagem, repreendendo o ex-marido Danny (Dan Stevens) e sua mãe Ania (Virginia Madsen), que são as últimas pessoas em sua vida ainda dispostas a suportar seu egoísmo. Quando Ania dá a ela alguns papéis de seu pai distante, Becky fica violentamente chateada e lança um abuso verbal em sua mãe e ataca Ali antes de correr para o palco e desmaiar em outro estupor.
Vários anos depois, Becky está sóbria e sua filha Tama (Daisy Pugh-Weiss), agora uma menina, está vindo visitá-la. Enquanto Dan a deixa, ele dá a sua ex alguns papéis para alguns dos muitos processos judiciais que Becky enfrenta e diz a ela que Mari também veio com eles. Becky tem breves momentos de ternura com os três, mas seu pensamento parece desordenado: ela acredita que sair de casa a matará e que seu amor pela filha a destruirá; ela também conta um sonho de uma vida passada que ela acha que justifica sua crueldade e egoísmo para com o ex.
Na peça final, 11 anos se passaram desde que Howard assinou pela primeira vez com a Something She e quatro anos desde que eles se apresentaram juntos, mas eles se reuniram para apresentar uma única música em um evento que apresenta todos os atos musicais populares de Howard. Becky parece nervosa e tem que contar com todos os músicos realizando uma sessão espírita com ela antes que ela possa reunir sua coragem para entrar no palco. Ela se afasta brevemente depois de agradecer enigmaticamente a todos eles por ficarem com ela até o fim. Vários de seus entes queridos ficam preocupados, mas eles a acham pronta para subir ao palco e ela canta uma música com seus colegas de banda e músicos, todos colaborando. É um sucesso e eles entram nos bastidores, onde Howard diz a ela que a multidão quer mais e pergunta se ela tem outra coisa nela. Becky diz que acabou, abraçando Tama e cheirando seu cabelo.[carece de fontes?]

## Elenco
- Elisabeth Moss como Becky Something (nascida Rebecca Adamcyzk), vocalista principal do Something She
- Amber Heard como Zelda E. Zekiel, uma música que foi uma mentora de Something She
- Cara Delevingne como Crassie Cassie, um membro da Akergirls
- Dan Stevens como Danny Something, ex-marido de Becky
- Agyness Deyn como Marielle Hell, baixista do Something She
- Gayle Rankin como Ali van der Wolff, baterista do Something She
- Ashley Benson como Roxie Rotten, um membro da Akergirls
- Eric Stoltz como Howard Goodman, empresário de todos os músicos
- Virginia Madsen como Ania Adamcyzk, mãe de Becky
- Dylan Gelula como Dottie O.Z., um membro da Akergirls
- Eka Darville como Ya-ema, xamã de Becky
- Lindsay Burdge como Lauren, o interesse amoroso de Mari
- Keith Poulson como Roy, marido de Ali
- Alexis Krauss como Vivvy, uma música nos bastidores do show de reunião
- Craig Butta  como Greg, um engenheiro de estúdio
- Hannah Gross como Tiffany, a segunda esposa de Dan
- Daisy Pugh-Weiss como Tama, filha de Becky e Dan

## Produção
Em janeiro de 2018, foi anunciado que Elisabeth Moss iria estrelar o filme, com Alex Ross Perry dirigindo a partir de um roteiro que ele escreveu. Perry e Moss também atuaram como produtores no filme, ao lado de Matthew Perniciaro, Michael Sherman e Adam Piotrowicz sob sua bandeira Bow and Arrow Entertainment. Em abril de 2018, Agyness Deyn, Gayle Rankin e Amber Heard se juntaram ao elenco do filme. Em maio de 2018, foi anunciado que Ashley Benson, Cara Delevingne, Dan Stevens, Eric Stoltz, Virginia Madsen e Dylan Gelula se juntou ao elenco do filme. Keegan DeWitt compôs a trilha sonora do filme.
As filmagens principais começaram em 23 de abril de 2018, na cidade de Nova York. Produção concluída em 18 de maio de 2018.
Moss considerou a performance sua mais desafiadora fisicamente em uma entrevista de 2020 para a Bullseye with Jesse Thorn.

## Lançamento
O filme teve sua estreia mundial no Festival Internacional de Cinema de Toronto em 9 de setembro de 2018. Ele também foi exibido no Festival de Cinema de Nova Iorque em 29 de setembro de 2018. Pouco depois, a Gunpowder & Sky adquiriu os direitos de distribuição do filme nos Estados Unidos. Ele também foi exibido no AFI Fest em 10 de novembro de 2018. e foi exibido no South by Southwest em março de 2019. Foi lançado em 12 de abril de 2019.«Gunpowder & Sky to Release HER SMELL Starring Elisabeth Moss». Broadway World. 15 de novembro de 2018. Consultado em 20 de novembro de 2018</ref>

## Recepção
Na revisão do agregador de críticas Rotten Tomatoes, o filme mantém um índice de aprovação de 83% com base em 125 avaliações, e uma classificação média de 7.39/10. O consenso crítico do site diz: "Mantidos juntos por uma atuação de liderança emocionante de Elisabeth Moss, Her Smell é desafiador e reconhecidamente desigual, mas no final das contas vale o esforço." No Metacritic, o filme tem uma classificação de 69 em 100, com base em 24 críticos, indicando "críticas geralmente favoráveis". A. A. Dowd do The A.V. Club deu ao filme um B+, elogiando o desempenho de Moss em particular e a tentativa do filme de desglamourizar o estilo de vida do rock and roll. A publicação mais tarde colocou-o como quinquagésimo quinto em seus 100 melhores filmes da década e o sexto melhor de 2019.
Em 27 de novembro de 2019, Perry escreveu uma carta aberta em IndieWire instando a Academia de Artes e Ciências Cinematográficas a considerar Moss como o Oscar de Melhor Atriz em sua cerimônia de 2020.

## Trilha sonora
A música rock original do filme foi escrita por Alicia Bognanno, do Bully, com a trilha sonora composta por Keegan DeWitt. Um videoclipe promocional de "Can't Wait" da Akergirls foi lançado e um LP de 3 vinil da música foi lançado pela Waxwork Records.

### Lista de músicas
Música e trilha sonora de dois LPs
Lado A
1. "Prologue"
2. "Act I"

Lado B
1. "Mari"
2. "Act II Part 1"
3. "Act II Part 2"

Lado C
1. "Act III"

Lado D
1. "Acts IV & V"
2. "The End"

EP bônus de música original
Lado A
1. "Breathe" (Alicia Bognanno) por Something She
2. "Pulled Down" (Alicia Bognanno) por Becky Something

Lado B
1. "Can't Wait" (Anika Pyle) por Akergirls
2. "Control" (Alicia Bognanno) por Becky Something